# ژاوی تورس
ژاوی تورس (انگلیسی: Xavi Torres؛ زادهٔ ۲۱ نوامبر ۱۹۸۶) بازیکن فوتبال اهل اسپانیا است.
از باشگاه‌هایی که در آن بازی کرده‌است می‌توان به باشگاه فوتبال رئال بتیس، باشگاه فوتبال لوانته، باشگاه فوتبال الچه، باشگاه فوتبال اسپورتینگ خیخون، باشگاه فوتبال بارسلونا بی، باشگاه فوتبال ختافه، باشگاه فوتبال مالاگا، و باشگاه فوتبال بارسلونا اشاره کرد.